# Gare du Monastier
La gare du Monastier est une gare ferroviaire française de la ligne de Béziers à Neussargues (dite aussi ligne des Causses), située à Le Monastier, sur le territoire de l'ancienne commune du Monastier-Pin-Moriès, intégrée à Bourgs-sur-Colagne, dans le département de la Lozère, en région Occitanie.
Elle est mise en service en 1884 par la Compagnie des chemins de fer du Midi et du Canal latéral à la Garonne.
C'est une halte de la Société nationale des chemins de fer français (SNCF), desservie par des trains régionaux TER Occitanie.

## Situation ferroviaire
Établie à 611 mètres d'altitude, la gare de bifurcation du Monastier est située au point kilométrique (PK) 615,161 de la ligne de Béziers à Neussargues, entre les gares de Banassac - La Canourgue et de Chirac.
Elle est également l'origine, au PK 615,161 de la ligne du Monastier à La Bastide-Saint-Laurent-les-Bains, avant la gare des Salelles.

## Histoire
La gare de bifurcation du Monastier est mise en service le 3 mai 1884 par la Compagnie des chemins de fer du Midi et du Canal latéral à la Garonne lorsqu'elle ouvre à l'exploitation la section de Banassac au Monastier et à Mende, avec embranchement du Monastier à Marvejols.

## Service des voyageurs

### Accueil
Halte SNCF, c'est un point d'arrêt non géré (PANG) à entrée libre. 

### Desserte
Le Monastier est desservie par des trains TER Occitanie qui effectuent des missions entre les gares : de Marvejols, ou Saint-Chély-d'Apcher, et du Monastier, ou de Mende.

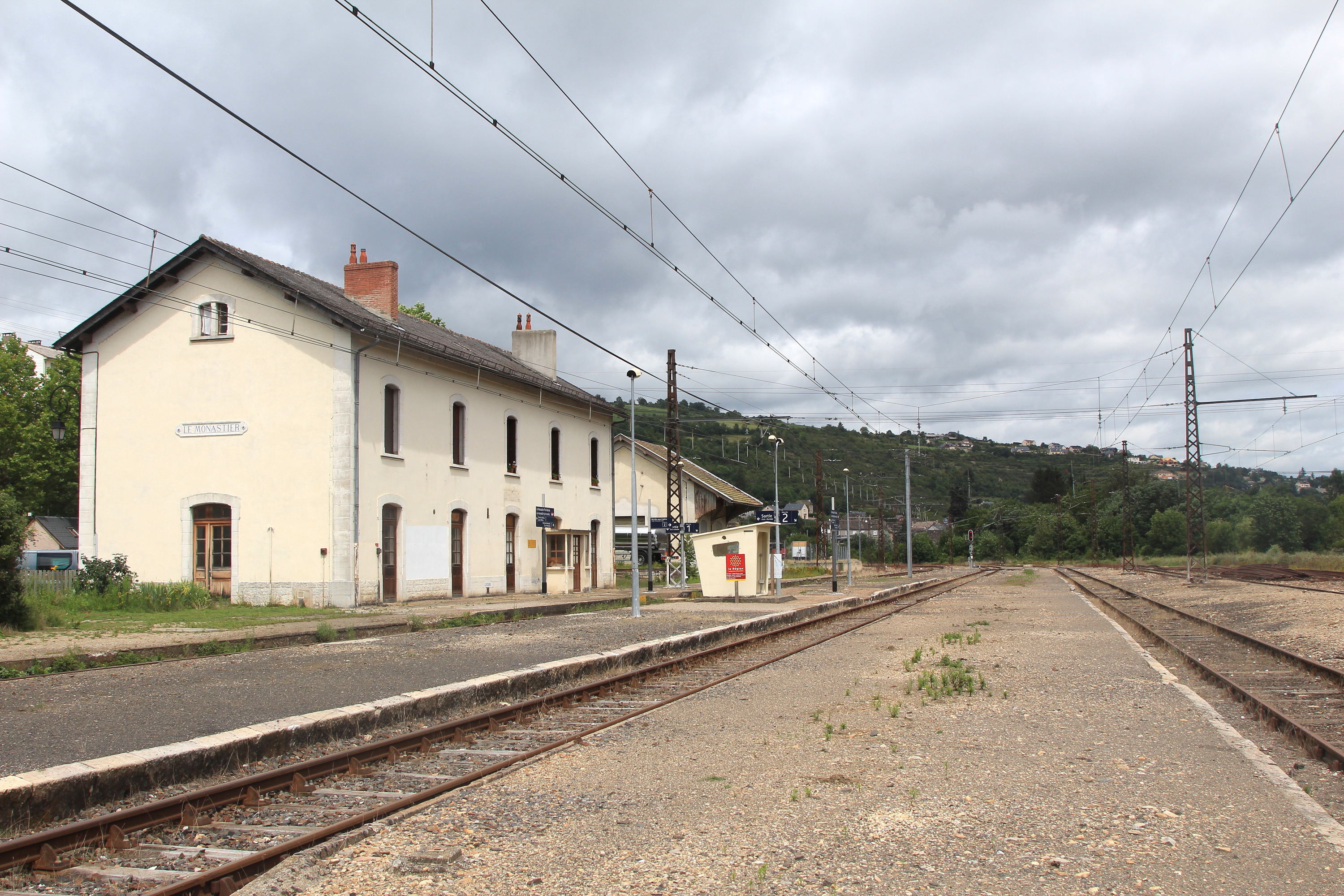
Vue des voies et du bâtiment voyageurs en direction de Neussargues.

### Intermodalité
Un parking pour les véhicules est aménagé. En renforcement ou complément des dessertes ferroviaires, la gare est desservie par des cars liO.